# Шамс-е-Хаджеян
Шамс-е-Хаджеян (перс. شمس حاجيان‎‎) — село в Ірані, входить до складу дехестану Північний Барандузчай у Центральному бахші шахрестану Урмія провінції Західний Азербайджан.